# Monong
Monong est une ville du Botswana.